# Dingelstedtstraße 1 (Weimar)

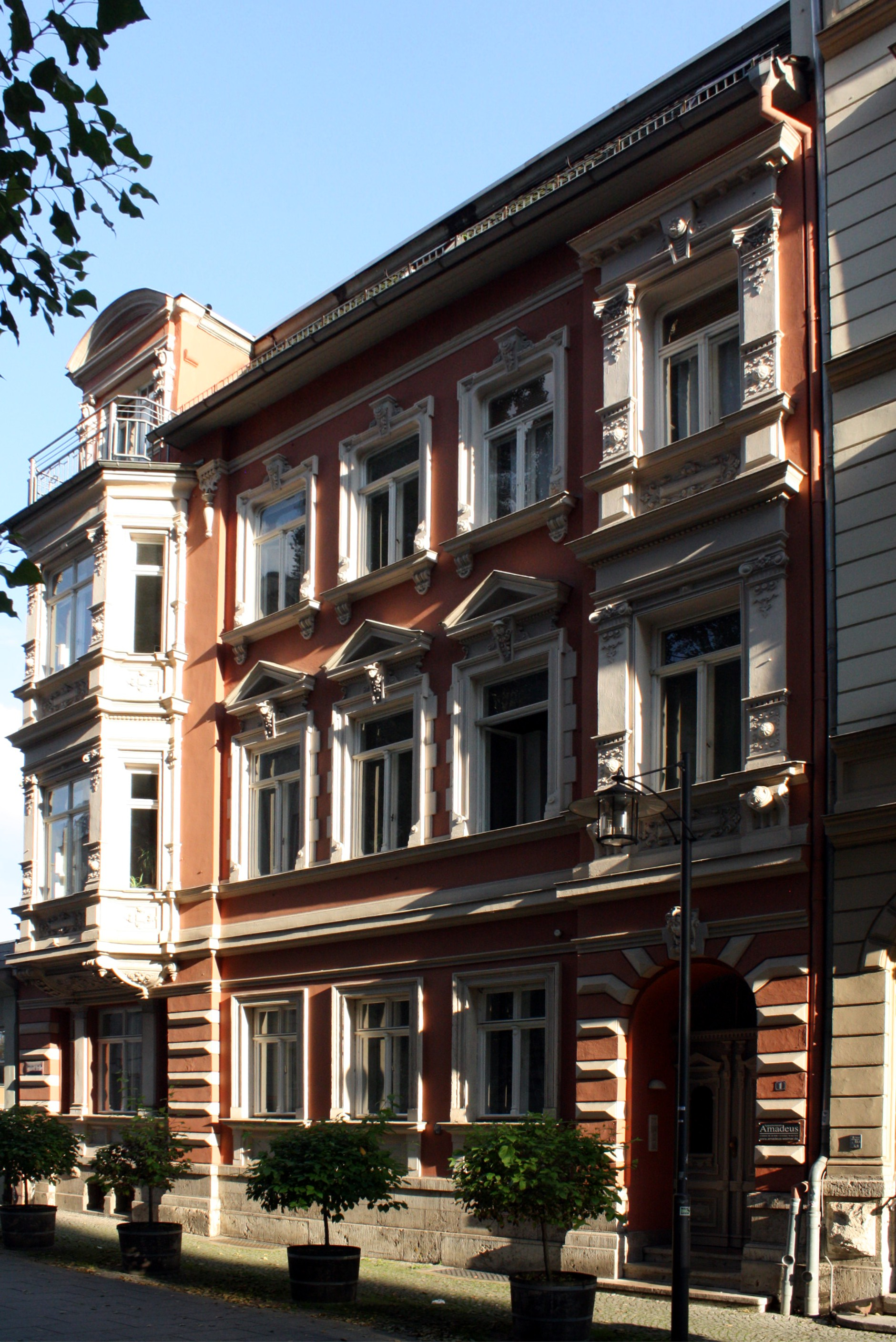
Dingelstedtstraße 1

Das Haus Dingelstedtstraße 1 in der Altstadt von Weimar ist ein denkmalgeschütztes, mehrgeschossiges Wohnhaus. Es befindet sich gegenüber dem Deutschen Nationaltheater.

## Architektur
Das Wohnhaus im historistischen Stil wurde 1894 im Auftrag des Schuhmachermeisters Albert Schreiber nach einem Entwurf von Rudolf Zapfe erbaut. Der dreigeschossige Ziegelbau ist vollständig unterkellert. Er gehört zur Hauszeile der südlichen Seite gegenüber des Nationaltheaters. Die fünfachsige Hausfassade ist verziert mit Elementen der Neorenaissance mit einer differenzierten Geschossgliederung versehen. Die linke Achse hat einen Kastenerker und ein Zwerchhaus, die rechte Achse ist als Wandfeld lediglich knapp vorgesetzt, die den Hauseingang aufnimmt. Der Fassadenschmuck besteht aus Elementen aus Werkstein bzw. Zementguss. Die Innenausstattung und die Raumdisposition sind weitgehend erhalten geblieben.